# Confesiones de un corazón agradecido
Confesiones de un corazón agradecido es el segundo álbum de estudio y quinta producción de Coalo Zamorano, lanzado el 22 de abril de 2014 bajo el sello CanZion. Estuvo nominado en los Premios Grammy Latinos 2014 como "Mejor álbum cristiano en español".

## Lista de canciones
| N.º | Título                                         | Escritor(es)                                | Duración |  |
| 1.  | «Yo Te Doy Gracias - Intro»                    | Coalo Zamorano                              | 1:30     |  |
| 2.  | «Ahí Estás Tu»                                 | Coalo Zamorano                              | 4:00     |  |
| 3.  | «Sigo Enamorado»                               | Coalo Zamorano                              | 3:59     |  |
| 4.  | «Mi Oración-Every Prayer (feat. Mayra Álvarez» | Israel Houghton                             | 4:34     |  |
| 5.  | «Nunca lo Olvidaré»                            | Coalo Zamorano                              | 3:53     |  |
| 6.  | «Todo lo que Anhelo»                           | Coalo Zamorano                              | 3:11     |  |
| 7.  | «Crea En Mi»                                   | Coalo Zamorano                              | 4:12     |  |
| 8.  | «Cambia el Mundo - Change The World»           | Tommy Sims Gordon Kennedy Wayne Kirkpatrick | 3:47     |  |
| 9.  | «Quiero Decirte»                               | Coalo Zamorano                              | 3:33     |  |
| 10. | «Corro a la Cruz»                              | Coalo Zamorano                              | 4:16     |  |
| 11. | «Tu Solo Tu»                                   | Coalo Zamorano                              | 5:49     |  |